# 朝鲜冠蛭蚓
朝鲜冠蛭蚓（学名：Stephanodrilus chosen）为蛭蚓科冠蛭蚓属的动物。分布于韩国以及中国大陆的辽宁等地。该物种的模式产地在韩国京畿道。